# Friedrich Holthaus

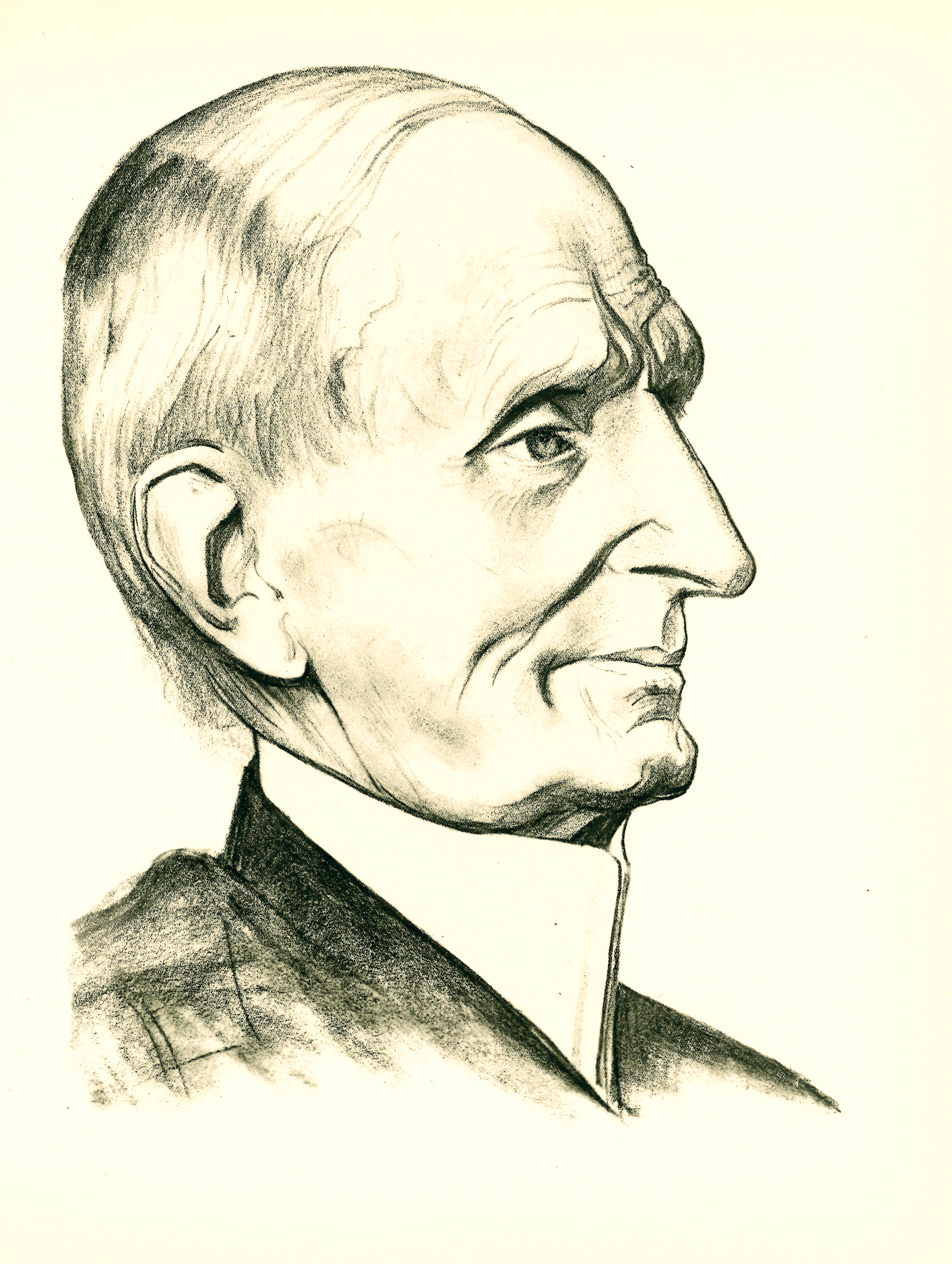
„Der Schauspieler Friedrich Holthaus“;
Porträt-Zeichnung von August Heitmüller, um 1919

Friedrich Holthaus (* 29. Juli 1847 in Osnabrück; † 18. November 1928 in Hannover) war ein deutscher Lehrer, Schauspieler, Opernsänger und Heldentenor. Der „Altmeister des deutschen Schauspiels“ war erfolgreich in zum Teil nahezu vergessenen Stücken von Ernst von Wildenbruch, aber auch in klassischen Rollen etwa in Stücken von Shakespeare, Goethe und Schiller.

## Leben
Friedrich Holthaus wurde zur Zeit des Königreichs Hannover und der beginnenden Industrialisierung geboren in der Osnabrücker Johannisstraße 114 als Sohn eines Fabrikarbeiters und der Catharina Regina, geborene Evening. Durch seine Mutter lernte schon der sechsjährige Knaben das Stadttheater Osnabrück kennen beim Besuch einer Vorstellung von Halévys Oper La Juive. Auch später hatte der Jugendliche Kontakt zur Osnabrücker Theaterszene. Doch beruflich wählte Friedrich Holthaus zunächst eine vorgezeichnete, sichere bürgerliche Laufbahn als Lehrer in Bremen. Als solcher erlebte er dort eine Aufführung des Theaterstückes Kabale und Liebe von Friedrich Schiller, die ihm – nach seinen eigenen Erinnerungen – endlich den entscheidenden Anstoß gab, seiner schauspielerischen Berufung nachzugeben:

„Ich fasste mir eines Tages ein Herz und ergoß meine ganze Seele in einem Brief an den damaligen Charakterspieler Ludwig Ulbrich.“

Ulbrich riet Holthaus, sich zunächst die hannoversche Aussprache des „st“ abzugewöhnen sowie Tanz- und Fechtunterricht zu nehmen – und nahm ihn schließlich als Schüler an. 1867 erhielt Holthaus sein erstes – unbezahltes – Engagement „[...] im Sommertheater auf dem Berggarten zu Celle“ bis ihn sein Lehrer, der unterdessen Theaterdirektor in Augsburg geworden war, ebenfalls in die süddeutsche Stadt holte. Rund drei Jahre blieb Holthaus dort, spielte „[...] Kraut und Rüben“ und sang in rund zwanzig Opern. Nach einem Gastspiel in Hannover in der Rolle des Narziss im Jahr der Deutschen Reichsgründung 1871 verpflichtete ihn Hans Bronsart von Schellendorf für das hannoversche Hoftheater. Im selben Jahr war Holthaus Gründungsmitglied der Genossenschaft Deutscher Bühnenangehöriger. Ein Viertel Jahrhundert spielte Holthaus nun in Hannover, von dort berichteten Kritiker, dass sich „vor allem [...] die Herzen der Jugend dieser starken Persönlichkeit willig hin[gaben].“ Zwischendurch gastierte er bei Heinrich Laube am Wiener Stadttheater und 1881 in München.
Unterdessen war Holthaus 1874 dem Hannoverschen Künstlerverein beigetreten.

Holthaus als Mephisto am Albert-Theater (Dresden)

Nach seinem Engagement in Hannover, wo er bei seinem Fortgang zum Ehrenmitglied des Hoftheaters ernannt und Carl Friedrich Peppler sein Nachfolger wurde, trat Holthaus im Frühjahr 1895 dem Verband des Dresdner Hoftheaters bei. Rund drei Jahre später wechselte er nach Berlin, wo er unter anderem den Heldentenor spielte und auf den Bühnen des Schillertheaters, des Neuen Theaters und zuletzt am Deutschen Theater unter Max Reinhardt auftrat.
1910 beendete Friedrich Holthaus seine Schauspielkarriere. 1914 kehrte er nach Hannover zurück und gab dort Schauspielunterricht. Einer seiner Schüler wurde Theo Lingen.
Nach dem Tode seiner Ehefrau wurde es einsam um Friedrich Holthaus. Die Deutsche Hyperinflation hatte ihn verarmen lassen. Lediglich eine bescheidene Rente blieb ihm bis zum Tod. Posthum erfuhr der Genossenschaftler durch das Jahrbuch der Deutschen Bühnengenossenschaft eine Ehrung für sein Engagement für die jüngeren Künstler und deren Umwälzungen in den beiden vorangegangenen Jahrzehnten.

## Weitere Schüler
- Alwine Wiecke (1869-), deutsche Schauspielerin[6]

## Gedenken
- Noch zu Lebzeiten von Holthaus schlug der Osnabrücker Oberbürgermeister Erich Gaertner am 19. März 1928 bei einer für Holthaus veranstalteten „Morgenfeier“ im Stadttheater Osnabrück für ein Neubaugebiet die Benennung der heutigen Friedrich-Holthaus-Straße vor.
- Das Ehrengrab für den Hofschauspieler findet sich auf dem Stadtfriedhof Engesohde in Hannover in der Abteilung 23 E, Grab-Nummer 37[7]

## Archivalien
- In der Stadtbibliothek Hannover findet sich in der Sammlung Frank Wedekind eine Handschrift ohne Jahr auf den 6. September von Holthaus an eine unbekannte Person[8]
- In der Österreichischen Nationalbibliothek findet sich in der Sammlung von Handschriften und alten Drucken, Nachlass Otto Rub, ein zweiseitiger Brief von Holthaus vom 4. Januar 1879
- Die Staatsbibliothek zu Berlin - Preußischer Kulturbesitz besitzt zahlreiche Theaterzettel (ornamentierte Einblattdrucke) ab dem Jahr 1900 zum Lustspiel Die goldene Eva aus dem Schillertheater in Berlin mit den Schauspielern und ihren Rollen, darunter Holthaus als Graf Zeck[9]
- Das Historische Museum Hannover besitzt zwei Atelieraufnahmen des Fotografen Carl Michelmann aus der Zeit um 1880 mit Holthaus in der Rollen-Kleidung als König Johann und Mephisto aus Goethes Faust[1][10]